# Demografía de Mongolia

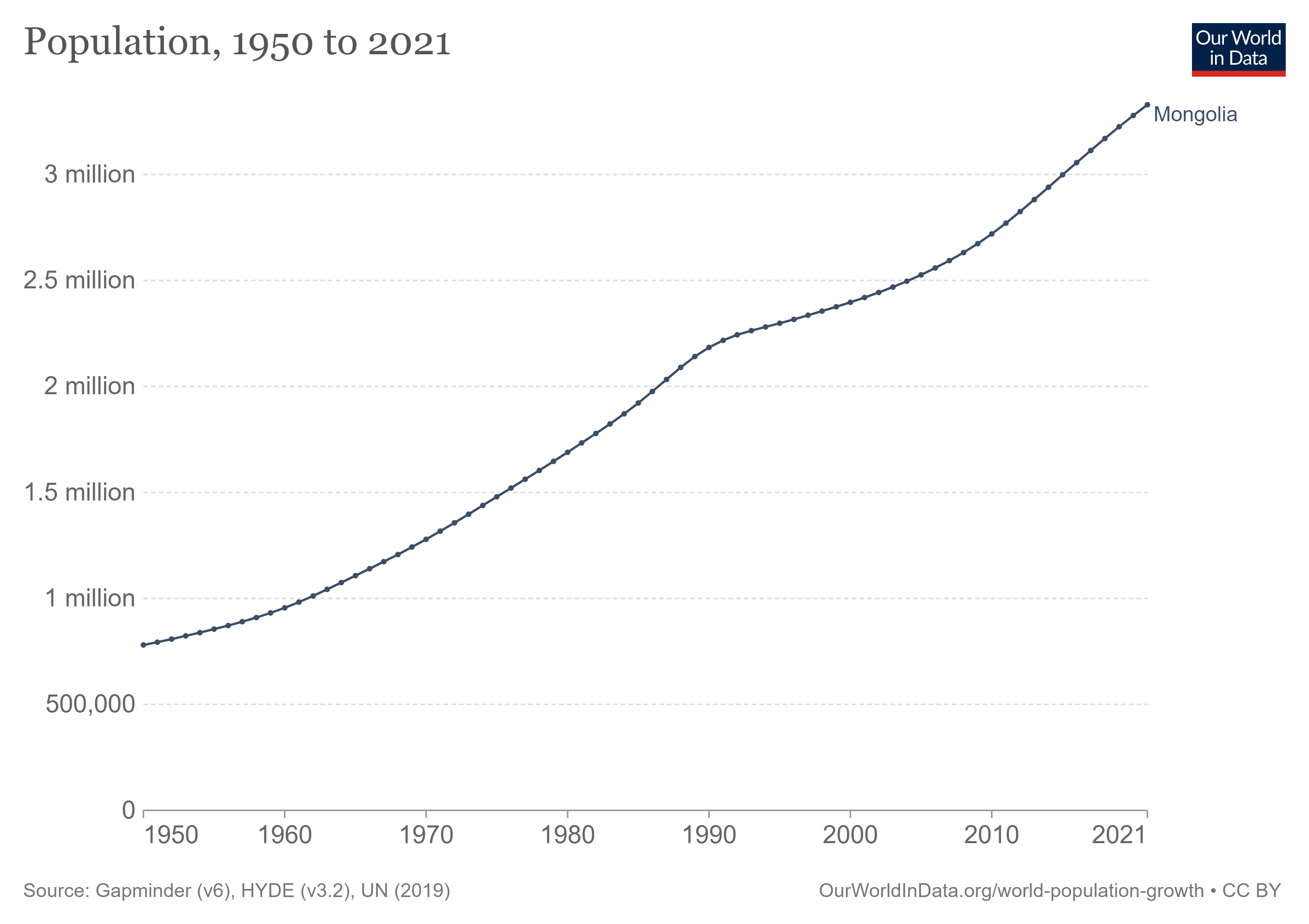
Evolución demográfica de Mongolia.

Con el paso de los años, la población de Mongolia se ha vuelto cada vez más urbana. Aproximadamente el 68,5 % de la población vive en áreas urbanas; la mitad de los mongoles vive ahora en la capital Ulán Bator, y en otras capitales provinciales. El modo de vida seminómada aún predomina en las zonas rurales, aunque cada vez se vuelven más comunes los asentamientos agrícolas. El índice de natalidad está estimado en 1.4% (2000). Aproximadamente dos tercios de la población son menores de 30 años; el 36% de esos dos tercios, tienen menos de 14. 
Étnicamente, los mongoles representan cerca del 85% de la población y se dividen en grupos como los khalkha y otros. Todos ellos tienen en común el idioma mongol. El mongol pertenece a la familia de las lenguas mongólicas, una familia que tiene características comunes con los idiomas túrquicos (uzbeco, idioma turco y también con el idioma coreano y idioma japonés.
Los mongoles khalkha son aproximadamente el 90% de los mongoles étnicos. El 10% restante incluye los mongoles durbet y otros en el norte, y los mongoles dariganga en el este. El 7% de los mongoles son turco-parlantes, y el resto son tungusico-parlantes, chinos y rusos. La mayoría de los rusos que vivía en Mongolia abandonó el país después del colapso de la Unión Soviética en 1991, y apenas quedan unos pocos que en su práctica totalidad viven en la capital. Tradicionalmente, el budismo tibetano era la religión predominante.